# Wendy's Charity Challenge
De Wendy's Charity Challenge is een golftoernooi in de Verenigde Staten dat deel uitmaakt van de Legends Tour. Het toernooi vindt telkens plaats op de Country Club of Jackson in Jackson, Michigan.
De eerste editie was in 2007 en het is een toernooi om geld in te zamelen voor goede doelen van de Wendy's. Het wordt gespeeld in een strokeplay-formule met een ronde. In 2009 en 2010 werd het toernooi georganiseerd als de Wendy's Charity Classic.

## Winnaressen
| Jaar                      | Winnares                  | Score                     | Score                     | Info                                |
| Wendy's Charity Challenge | Wendy's Charity Challenge | Wendy's Charity Challenge | Wendy's Charity Challenge | Wendy's Charity Challenge           |
| ------------------------- | ------------------------- | ------------------------- | ------------------------- | ----------------------------------- |
| 2007                      | Rosie Jones               | 139                       | –5                        | [ 1 ]                               |
| 2008                      | Cindy Figg-Currier        | 138                       | –6                        | [ 2 ]                               |
| Wendy's Charity Classic   |                           |                           |                           |                                     |
| 2009                      | Christa Johnson           | 140                       | –3                        | [ 3 ]                               |
| 2010                      | Cindy Figg-Currier        | 140                       | –4                        | [ 4 ]                               |
| Wendy's Charity Challenge |                           |                           |                           |                                     |
| 2011                      | Lorie Kane                | 65                        | –7                        | Sinds 2011 herleid tot 1 speelronde |
| 2012                      | Barb Mucha po             | 70                        | –2                        | Won de play-off van Cindy Rarick    |
| 2013                      | Sherri Steinhauer po      | 68                        | –4                        | Won de play-off van Christa Johnson |
| 2014                      | Rosie Jones po            | 69                        | –3                        | Won de play-off van Nancy Scranton  |